# Chapelle-des-Bois

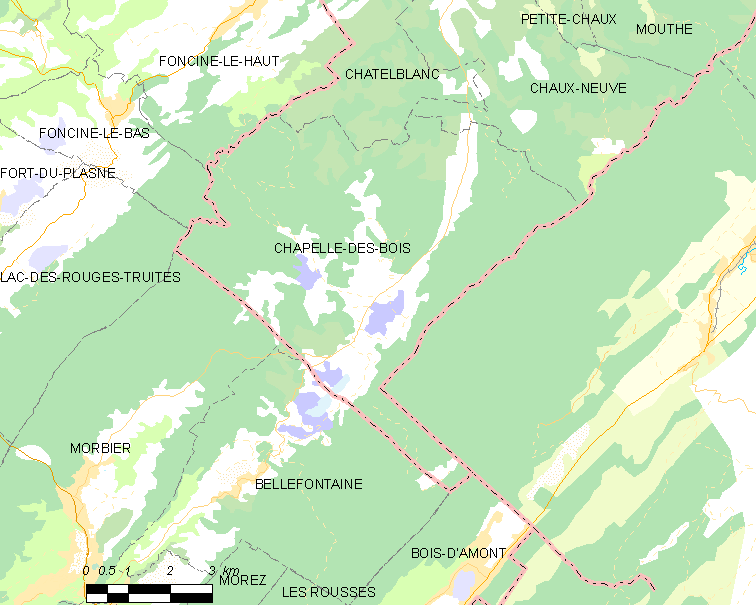

Chapelle-des-Bois ist eine französische Gemeinde mit 259 Einwohnern (Stand: 1. Januar 2022) im Département Doubs in der Region Bourgogne-Franche-Comté.

## Geographie
Chapelle-des-Bois liegt auf 1085 m über dem Meeresspiegel, etwa elf Kilometer nordöstlich der Stadt Morez (Luftlinie). Das Bauerndorf erstreckt sich im Jura, in einer weiten Mulde am Nordwestfuß der zum Risoux gehörenden Felswand Roche Champion, nahe der Grenze zur Schweiz. Chapelle-des-Bois ist die südlichste Gemeinde des Départements Doubs.
Die Fläche des 39,69 km² großen Gemeindegebiets umfasst einen Abschnitt des französischen Juras. Die Landschaft ist geprägt durch die weite Längsmulde von Chapelle-des-Bois, die gemäß der Streichrichtung des Faltenjuras in diesem Gebiet in Richtung Südwest-Nordost orientiert sind. Sie gliedert sich in mehrere Teilmulden, von denen die Combe des Cives den nordöstlichen Abschluss bildet. Das gesamte Gebiet besitzt keine nennenswerten oberirdischen Fließgewässer, weil das Niederschlagswasser im verkarsteten Untergrund versickert. In einigen Mulden, welche durch Mergel- und Tonschichten abgedichtet sind, konnten sich Hochmoore und der Moorsee Lac des Mortes (im äußersten Südwesten des Gebietes) entwickeln. Die Hochfläche weist nur sehr geringe Reliefunterschiede auf und zeigt ein lockeres Gefüge von Wies- und Weideland sowie von Waldgebieten.
Nach Nordwesten erstreckt sich das Gemeindeareal in das unwegsame, dicht bewaldete Gebiet des Mont Noir (bis 1234 m), in dem sich Geländekämme und Karstmulden abwechseln. Demgegenüber wird die Hochfläche im Südosten vom breiten Höhenrücken des Grand Risoux flankiert. Er fällt im Bereich der Roche Champion und der Roche Bernard mit einer Felskante steil gegen Chapelle-des-Bois hin ab. Mit 1371 m wird auf einer Kuppe des Risoux an der Landesgrenze zur Schweiz die höchste Erhebung von Chapelle-des-Bois erreicht. Das Gemeindegebiet ist Teil des Regionalen Naturparks Haut-Jura (frz.: Parc naturel régional du Haut-Jura).
Zu Chapelle-des-Bois gehören neben dem eigentlichen Ort auch mehrere Weiler sowie zahlreiche Einzelhöfe, darunter:
- Les Mortes (1095 m) in einer Senke westlich des Lac des Mortes
- Chez Michel (1098 m) am Nordwestfuß der Roche Champion
- Chez Buffard (1090 m) in der Combe des Cives zwischen den Höhen von Mont Noir und Risoux

Nachbargemeinden von Chapelle-des-Bois sind Bois-d’Amont und Bellefontaine im Süden, Morbier, Lac-des-Rouges-Truites und Foncine-le-Bas im Westen, Foncine-le-Haut, Châtelblanc und Chaux-Neuve im Norden sowie die schweizerische Gemeinde Le Chenit im Osten.

## Geschichte
Im Mittelalter gehörte das heutige Gebiet von Chapelle-des-Bois zum Besitz der Herrschaften Châtelblanc und Mouthe. Es bestand damals nur aus einigen Bauernhöfen ohne eigentliches Ortszentrum. Erst im Jahr 1632 gründeten die Siedler der Umgebung, denen der Kirchgang in Chaux-Neuve wegen der Entfernung zu anstrengend war, eine Kapelle, die Chapelle es-bos (Kapelle im Wald) genannt wurde. In der Folge entwickelte sich um diese Kapelle die gleichnamige Siedlung. Zusammen mit der Franche-Comté gelangte Chapelle-des-Bois mit dem Frieden von Nimwegen 1678 an Frankreich. Heute ist Chapelle-des-Bois Mitglied des 13 Ortschaften umfassenden Gemeindeverbandes Communauté de communes des Hauts du Doubs.

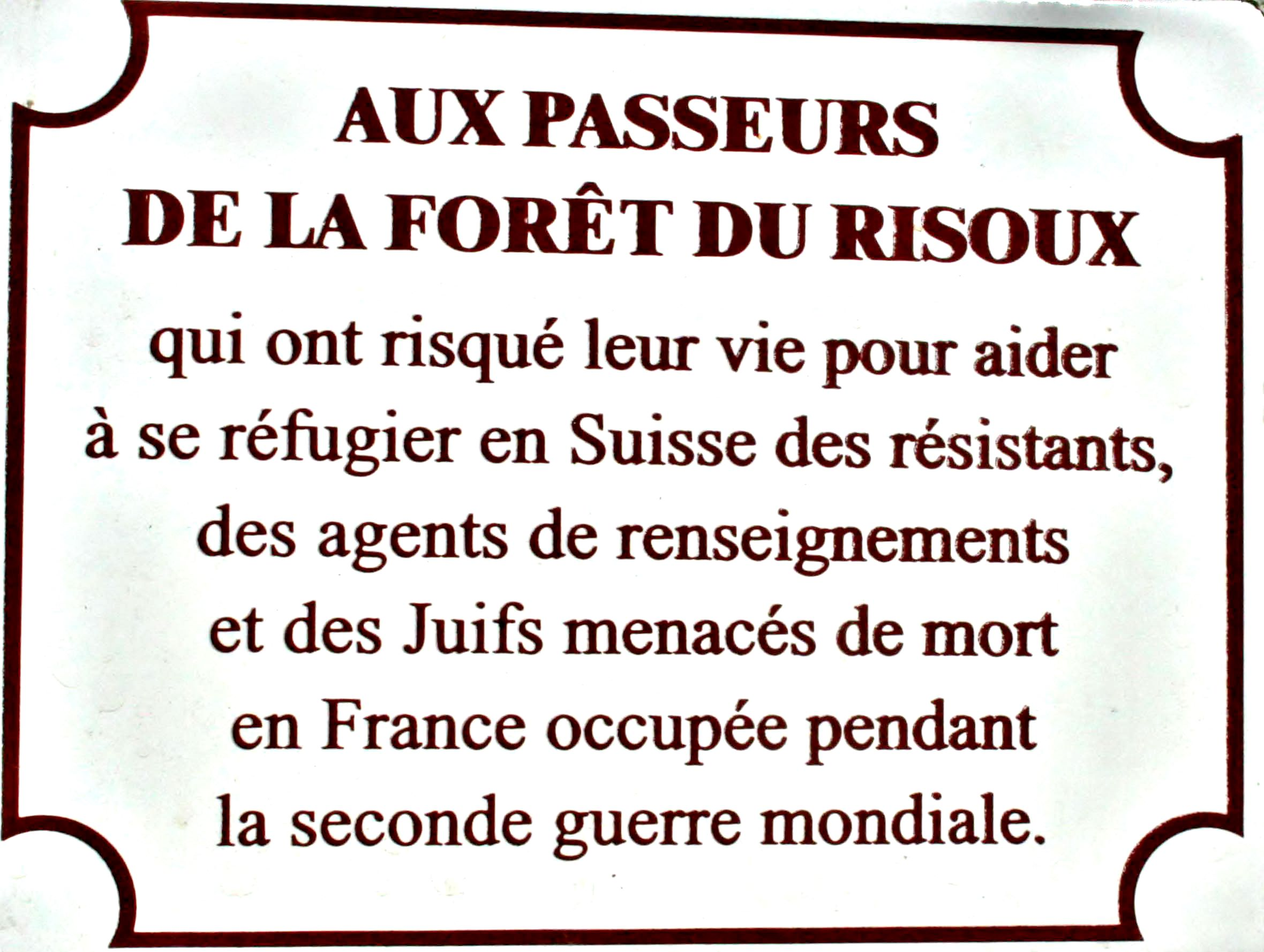
Gedenkstein bei der Kirche in Chapelle-des-Bois

Während der Besetzung durch die Nationalsozialisten, benützten die Passeusen und Résistanceangehörigen Victoria Cordier und ihre Schwester Madeleine in Chapelle-des-Bois, wo die Mutter wohnte, den in den Fels gehauenen Pfad «Gy de l'Echelle» am Mont Risoux als Fluchtweg der zum Treffpunkt auf der Schweizer Seite in der Waldarbeiterhütte Hôtel d'Italie führte. Neben anderen wurden so den jüdischen Flüchtlingen von Anne-Marie Im Hof-Piguet geholfen.

## Sehenswürdigkeiten

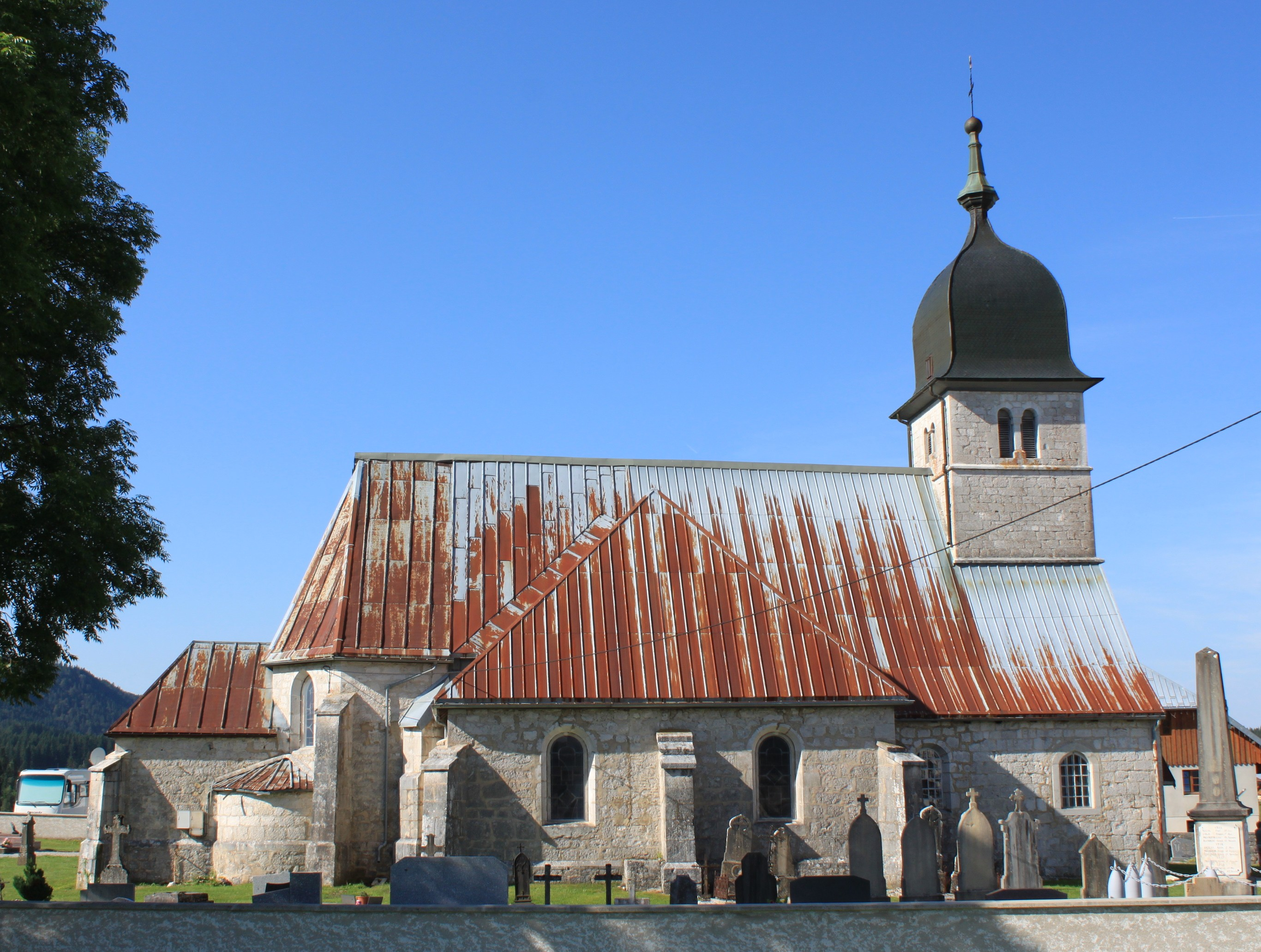
Kirche Saint-Jean-Baptiste

Die Kirche Saint-Jean-Baptiste aus dem 17. Jahrhundert besitzt einen gotischen Chor. In Chapelle-des-Bois gibt es viele charakteristische Bauernhäuser im traditionellen Stil des Hochjuras des 17. bis 19. Jahrhunderts. In einem Bauernhaus aus dem 17. Jahrhundert befindet sich das Ecomusée, das Ausstellungen über Kultur, Tradition und Käserei in der Region zeigt.

## Bevölkerung
| Jahr                       | 1962 | 1968 | 1975 | 1982 | 1990 | 1999 | 2006 | 2017 |
| Einwohner                  | 174  | 179  | 165  | 217  | 202  | 244  | 278  | 253  |
| Quellen: Cassini und INSEE |      |      |      |      |      |      |      |      |

Mit 259 Einwohnern (1. Januar 2022) gehört Chapelle-des-Bois zu den kleinen Gemeinden des Départements Doubs. Nachdem die Einwohnerzahl in der ersten Hälfte des 20. Jahrhunderts markant abgenommen hatte (1881 wurden noch 602 Personen gezählt), wurde seit Mitte der 1970er Jahre wieder ein Bevölkerungswachstum verzeichnet.

## Wirtschaft und Infrastruktur
Chapelle-des-Bois war bis weit ins 20. Jahrhundert hinein ein vorwiegend durch die Landwirtschaft, insbesondere Milchwirtschaft und Viehzucht, sowie durch die Forstwirtschaft geprägtes Dorf. In den Moorgebieten wurde früher teilweise Torf gestochen. Daneben gibt es heute einige Betriebe des lokalen Kleingewerbes, darunter eine Sägerei und eine Käserei. Einige Erwerbstätige sind auch Wegpendler, die in den größeren Ortschaften der Umgebung ihrer Arbeit nachgehen.
Als Erholungsort in einem beliebten Ausflugsgebiet im Hochjura profitiert Chapelle-des-Bois heute auch vom Tourismus. Die Gemeinde ist sowohl auf den Sommertourismus (Wandern, Velofahren, Fischen, Golf) als auch auf den Wintertourismus (nordischer Skisport) ausgerichtet.
Die Ortschaft liegt abseits der größeren Durchgangsstraßen an einer Departementsstraße, die von Morez nach Chaux-Neuve führt. Eine weitere Straßenverbindung besteht mit Morbier.